# Hemiceluloză

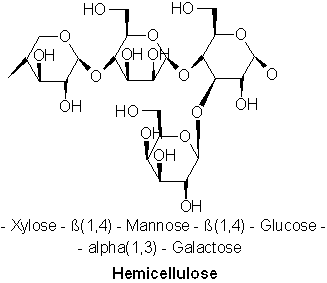
Cea mai frecventă unitate structurală din molecula de hemiceluloză

Hemiceluloza (cunoscută și ca polioză) este un tip de polizaharidă heteropolimerică, prezentă în pereții celulari, împreună cu celuloza, la aproape toate speciile de plante. Spre deosebire de celuloză, care este cristalină și rezistentă la hidroliză, hemiceluloza este amorfă, cu structura neregulată și tărie mică. Poate fi hidrolizată ușor de acizi sau baze, dar și de către hemicelulaze.
Există mai multe tipuri de hemiceluloze, precum: xilanul, glucuronoxilanul, arabinoxilanul, glucomananul și xiloglucanul.